# Sac terrer

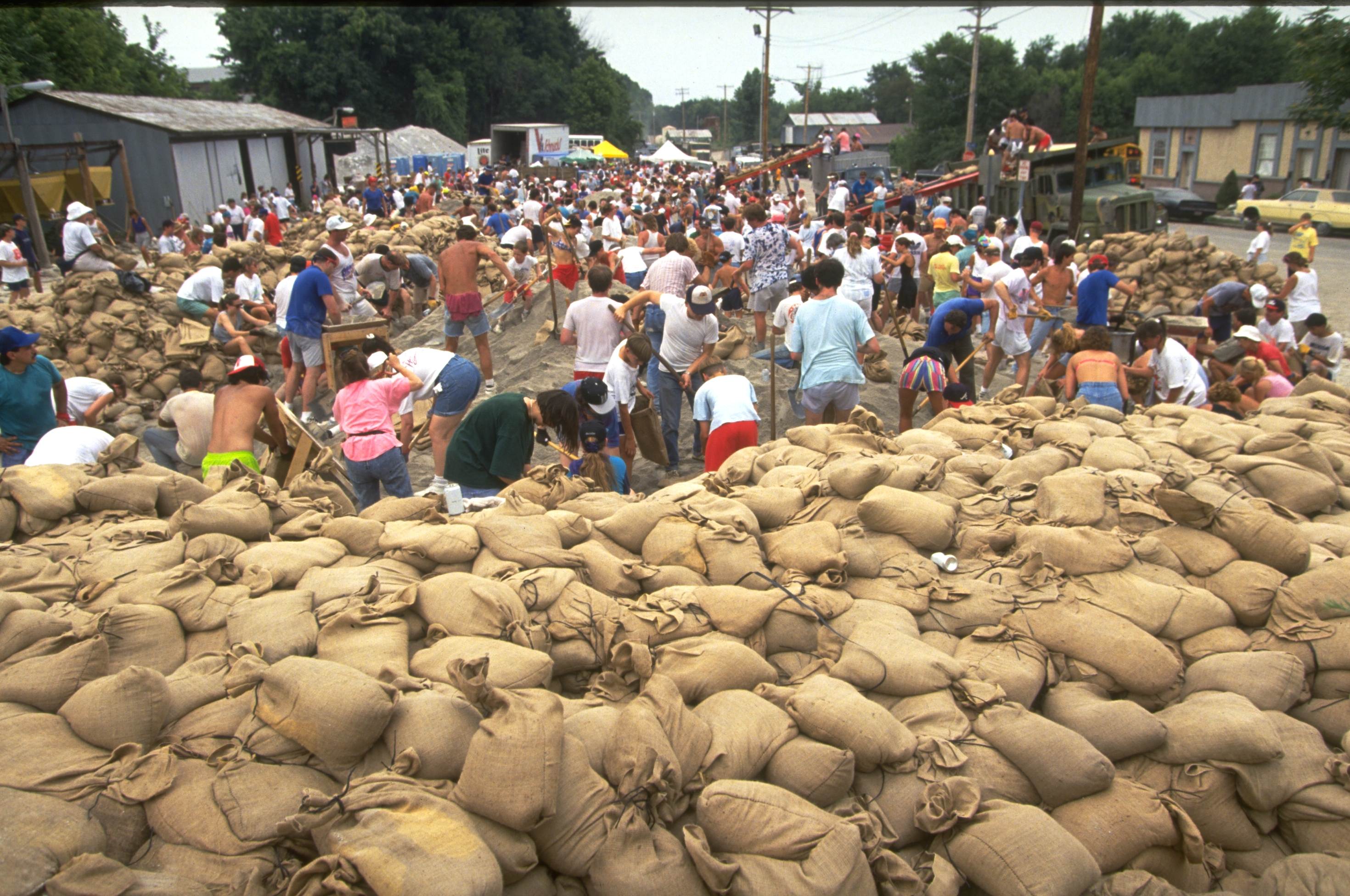
Els residents i els voluntaris treballen per omplir sacs terrers durant les inundacions dels rius Mississipí i Missouri de 1993.

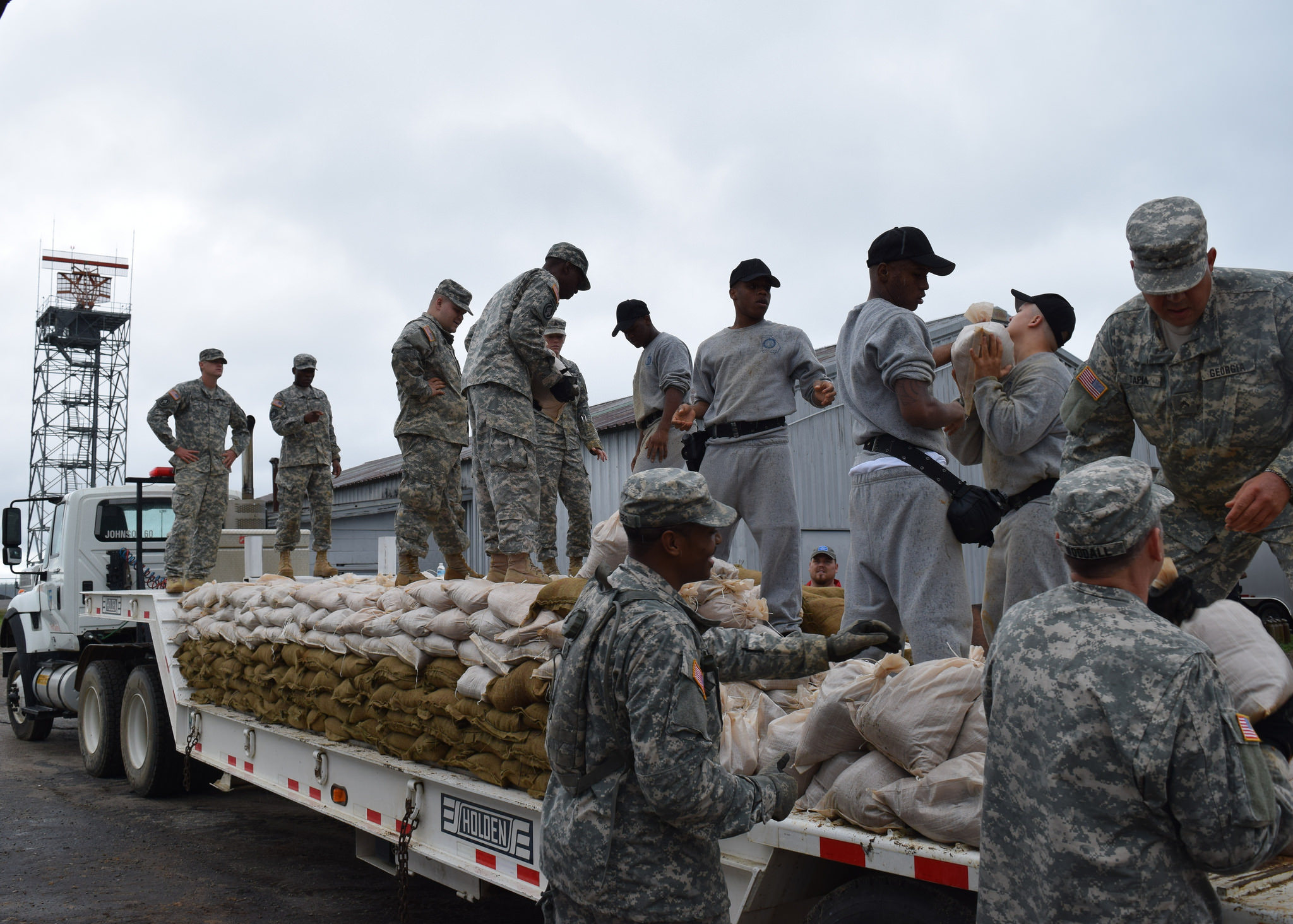
Membres de la Guàrdia Nacional de Geòrgia omplint sacs terrers en preparació per a les inundacions.

Un sac terrer és un sac fet d'arpillera, lona, polipropilè o altres materials resistents que s'omple de sorra o terra i s'utilitza amb finalitats com ara el control d'inundacions, la fortificació militar a les trinxeres i búnquers, la protecció de finestres de vidre a les zones de guerra, en casos que requereixen un tipus de fortificació mòbil, com ara afegir una protecció addicional improvisada als vehicles blindats o també com a llast, contrapès en gran varietat d'aplicacions.
Els avantatges són que tant la sorra com els sacs terrers són barats. Quan estan buits, els sacs terrers són compactes i lleugers per a un fàcil emmagatzematge i transport. Es poden portar buits a un lloc determinat i omplir-los de sorra o terra local. Els desavantatges són que omplir els sacs terrers requereix molta mà d'obra, apart que sense l'entrenament adequat, els murs de contenció fets amb sacs terrers es poden construir de manera inadequada, sent la causa de que fallin amb un nivell de l'aigua inferior al desitjat, quan s'utilitzen amb finalitats de control d'inundacions. Es poden degradar prematurament en el terra mentre estan fent la seva feina. També poden contaminar-se per les aigües residuals de les aigües d'inundació, cosa que fa que siguin difícils de tractar després que les aigües de la inundació hagin retrocedit. En un context militar, el blindatge improvisat de tancs o vehicles blindats de transport de personal amb sacs terrers no és efectiu contra els canons (tot i que pot oferir protecció contra algunes armes petites ).
Tradicionalment, els sacs terrers s'han omplert manualment amb pales. Des de la dècada de 1990, l'ompliment de màquines s'ha tornat més habitual, la qual cosa permet fer el treball de manera més ràpida i eficient.

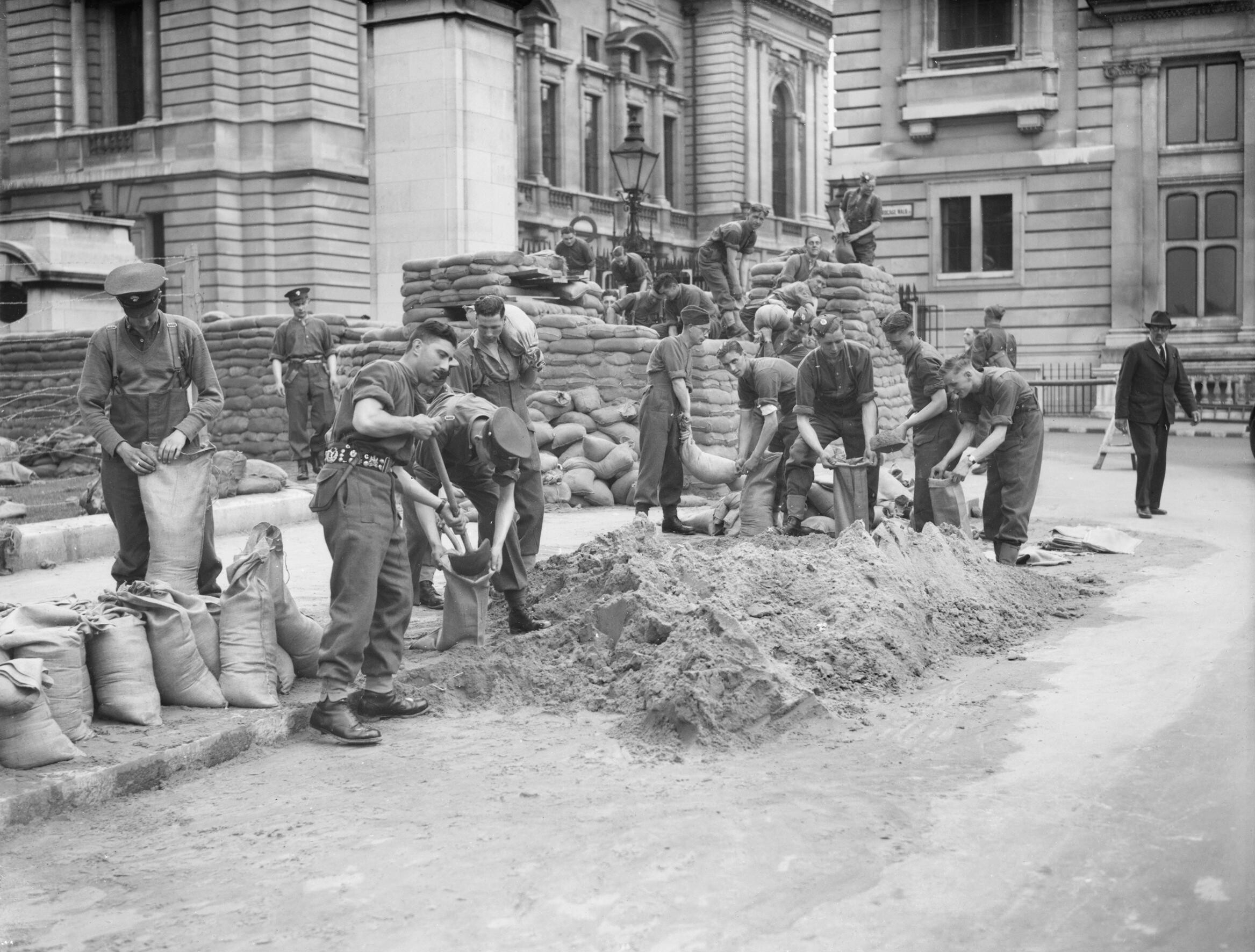
Tropes dels Grenadier Guards construint defenses de sacs terrers al voltant dels edificis governamentals a Birdcage Walk, Londres, maig de 1940.

## Control d'inundacions
Els sacs terrers apilats correctament són un element de reforç eficaç contra les aigües de les inundacions. Es poden utilitzar per construir dics, barricades, dics i bermes per limitar l'erosió per inundacions. Els sacs terrers també es poden utilitzar per enfortir les estructures de control d'inundacions existents i limitar els efectes de l'ebullició de la sorra. Les estructures de sacs terrers no impedeixen la filtració d'aigua i, per tant, s'han de construir amb l'objectiu central de desviar l'aigua de les inundacions al voltant o lluny dels edificis.
Els sacs terrers per al control d'inundacions s'omplen entre la meitat i les dues terceres parts amb sorra neta i rentada. En cas d'emergència, si hi ha un subministrament limitat de sorra neta, també es pot utilitzar grava o brutícia amb resultats finals menys efectius. Quan els sacs terrers plens s'apilen o col·loquen al seu lloc, el contingut s'ha d'assentar pla a terra. Els sacs terrers plens fins més de dos terços no formaran un segell adequat al terra o a l'estructura. De la mateixa manera, els sacs terrers plens per sota de la meitat generalment també formaran un segell inadequat al terra quan es col·loquen.
Els millors sistemes per omplir sacs terrers requereixen un equip de tres persones. Un membre de l'equip s'ajupirà i mantindrà el sac obert per mantenir l'embocament obert. El segon membre de l'equip col·loca la punta d'una pala punxeguda amb sorra al sac terrer obert. No es recomana una pala quadrada, ja que la fulla de la pala no encaixarà al sac terrer en omplir-lo. El tercer membre de l'equip transportarà i emmagatzemarà els sacs terrers plens.
Els sacs terrers s'han de col·locar longitudinalment i paral·lels al flux d'aigua amb l'extrem tancat (plegat) per on es carreguen mirant aigües amunt. Tots els residus solts s'han d'eliminar de la superfície de col·locació i les zones més baixes són els primers punts que s'han d'omplir amb sacs terrers. Cada sac s'ha de col·locar de forma consecutiva amb la part inferior ben empaquetat lleugerament superposat al sac terrer col·locada anteriorment. Les capes posteriors de sacs terrers s'han de compensar 1/2 de la longitud d'un sac terrer per eliminar els buits i millorar el segellat de la paret. Cada sac col·locat s'ha de compactar i aplanar per millorar el segellat.
Els dos mètodes principals per apilar sacs terrers per construir estructures de control d'inundacions són la Col·locació (1) en forma d'una pila única i; (2) en forma de piràmide.

## Fortificacions militars
Les fortificacions de sacs terrers s'utilitzen almenys des de finals del segle XVI. Per exemple, el governador mogol rebel Mirza Jani Beg va utilitzar sacs terrers fets amb veles de vaixell per construir un fort improvisat a Unarpur, Sindh, el 1592. Dos segles més tard, els fidels britànics van utilitzar fortificacions de sacs terrers i troncs en el setge de noranta-sis de 1781 durant la Guerra d'Independència dels Estats Units. Nathanael Greene estava prou familiaritzat amb la tècnica de fortificació per equipar les seves tropes amb ganxos per tirar avall el sac de sorra i les parets de troncs quan van assaltar el Star Redoubt a Ninety Six, Carolina del Sud.
En l'antiguitat, els forts temporals coneguts com "antestatura" es feien amb sacs terrers. Històricament van ser establerts precipitadament per una força en retirada per frenar el progrés de l'enemic. La paraula prové del llatí ante ("abans") i statūra ("d'empeus").
Els militars utilitzen sacs terrers com fortificacions de camp i com a mesura temporal per protegir estructures civils. Atès que l'arpillera i la sorra són barates, es poden aixecar grans barreres de protecció de manera econòmica. La fricció creada pel moviment de terra o grans de sorra i els petits buits d'aire fan que els sacs terrers siguin un dissipador eficient de les explosions. Les mides més habituals dels sacs terrers són 14 per 26 polzades (36 per 66 cm) a 17 per 32 polzades (43 per 81 cm). Aquestes dimensions, i el pes de sorra que pot contenir un sac d'aquestes mides, permeten la construcció d'una paret entrellaçada quasi com les fetes amb maons.
Els sacs terrers individuals plens són suficientment lleuger per portar-los a pes de braços i traslladar-los al seu lloc d'ús. Es poden col·locar en defenses excavades com a revestiment, o com a murs independents sobre terra on les excavacions no són pràctiques. Tenint en compte que els sacs terrers simples d'arpillera es deterioren amb força rapidesa, les estructures de sacs terrers destinades a romandre al seu lloc durant molt de temps es poden pintar amb un purí de ciment pòrtland per reduir els efectes de la podridura i l'abrasió. Els sacs terrers de cotó duren molt més que els d'arpillera i, per tant, són preferibles per a un ús a llarg termini. No obstant això, la gran majoria dels sacs terrers utilitzats pels militars moderns i per a la prevenció d'inundacions estan fets de polipropilè teixit amb teler circular.
Algunes de les trinxeres commemoratives de la Primera Guerra Mundial es van reconstruir amb sacs terrers de formigó després de la Primera Guerra Mundial, tot i que es va criticar pel fet de ser poc naturals. A la Gran Bretanya alguns revestiments d'avions es van fer amb sacs terrers plens de formigó, que s'han conservat perfectament. des de la Segona Guerra Mundial.

## Sacs terrers grans

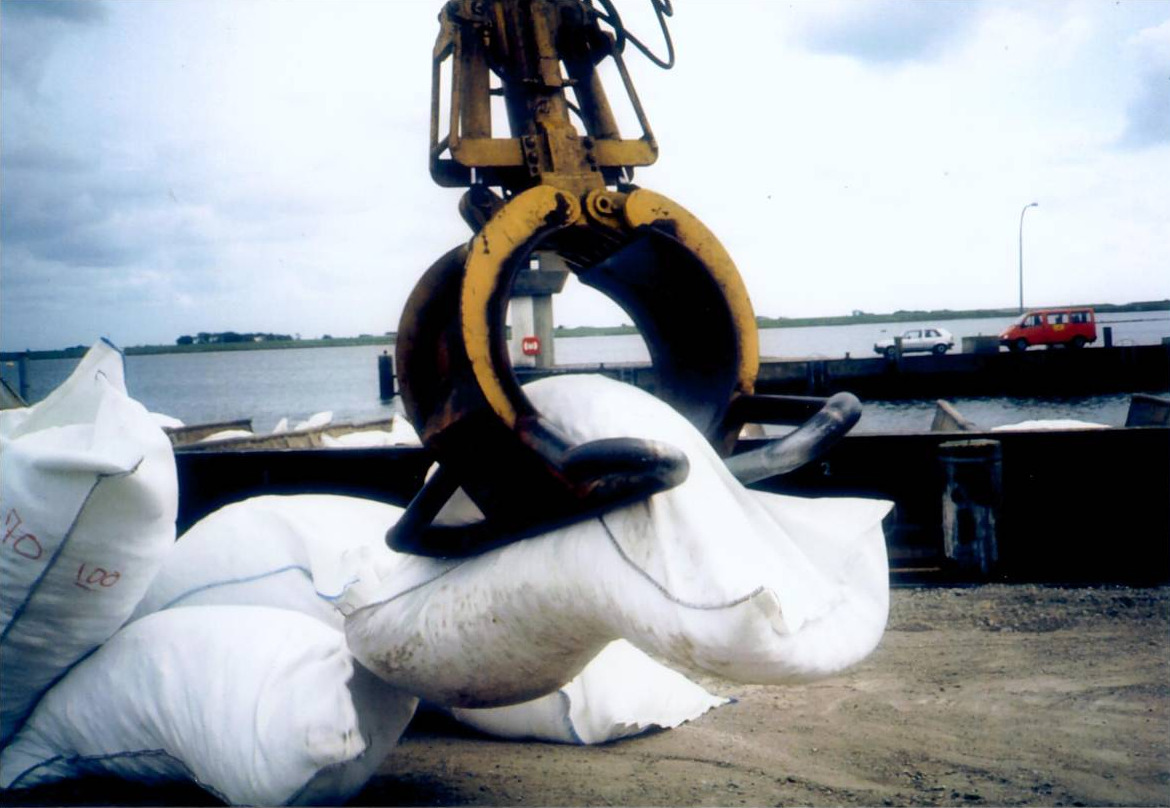
Sacs terrers de geotèxtil de plàstic

Hi ha una mida estàndard de sacs terrers més gran que la dels sacs terrers tradicionals. Per moure un sac d'aquesta mida normalment cal un carretó elevador. Els sacs terrers grans solen estar fets de geotèxtils tant teixits com no teixits.
Sovint s'utilitzen sacs terrers grans per a controlar les inundacions i fer pegats temporals a les barreres d'aigua. Per exemple, el govern Tailandès va utilitzar sacs terrers grans plens de sorra gruixuda per aixecar parets temporals per protegir-se de les inundacions de Tailàndia de 2011.

## Altres usos

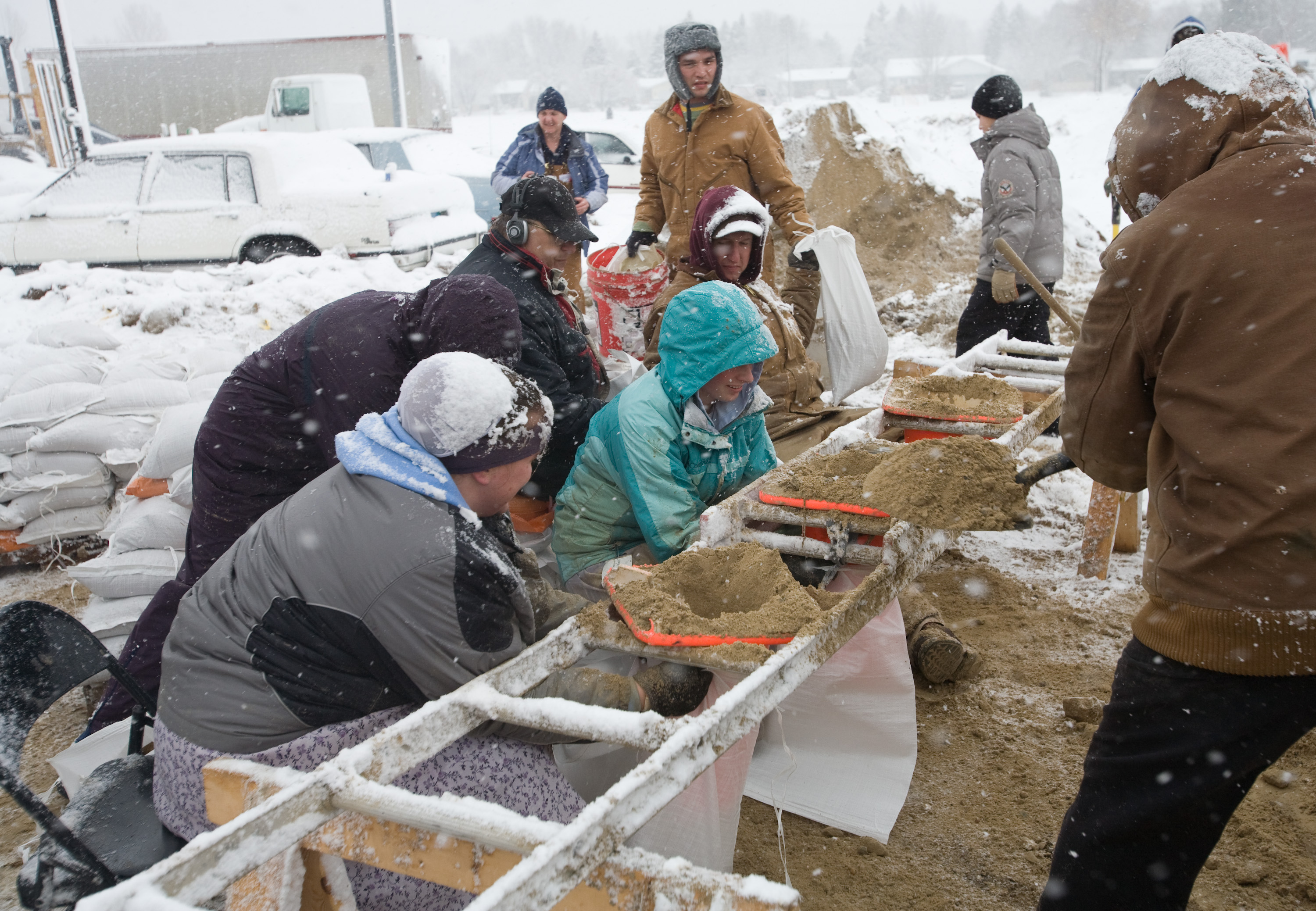
S'omplen sacs terrers emprant una escala i cons de trànsit com embuts, Moorhead, Minnesota, 2009.

- Els sacs terrers també s'utilitzen per a llast d'un sol ús en globus de gas i com a contrapesos per a escenografies. Alguns rètols de construcció temporals o rètols publicitaris es mantenen al seu lloc i s'asseguren amb sacs terrers perquè no se'ls pugui emportar el vent.
- Durant la Segona Guerra Mundial, els sacs terrers també es van utilitzar com a "armadura suau" sobreposada als tancs nord-americans, amb l'objectiu de protegir-los dels tirs antitanc alemanys,[11] però van ser en gran part ineficaços.
- Els sacs terrers també es poden portar dins dels vehicles per oferir una millor tracció durant les inclemències del temps (normalment es dipositen en la vertical pel damunt de les rodes motrius, on l'augment de pes millora la tracció). Si mai s'enganxa, la sorra es pot treure i col·locar directament a la superfície relliscosa, proporcionant així una tracció molt millorada. Els entusiastes de tot terreny també utilitzen sacs terrers per ajudar el vehicle a obtenir tracció i impuls després d'haver-se enganxat a la sorra suau. Els mateixos sacs terrers es poden utilitzar per salvar forats o séquies profunds. A banda de ser molt lleugers i ocupar molt poc espai (quan estan buits), els sacs terrers són una opció molt més econòmica que qualsevol de les altres opcions (plats de sorra, escales de sorra, sacs terrers polivalents, etc.).[12]
- Els sacs terrers s'utilitzen sovint per estabilitzar temporalment el sòl a causa de l'erosió, com ara les estructures davant del mar els fonaments de les quals han estat soscavats per les fortes onades. Els sacs terrers també s'utilitzen en la construcció de sacs terrers per fer cases barates i ecològicament sostenibles. Tanmateix, sovint s'utilitzen sacs terrers quan es dispara una pistola llarga, concretament un rifle o un rifle de franctirador, des d'un repòs, ja que proporciona suport a l'arma, permetent un menor moviment durant el tir.
- Els sacs terrers s'utilitzen per a la seguretat en la producció de cinema, vídeo i teatre. Els sacs terrers s'utilitzen sovint com a pes fàcilment portàtil per baixar el centre de gravetat d'un suport lleuger o un suport on els articles pesats es col·loquen a la part superior d'un suport alt sovint amb una base petita. En aparell gimnàstics, es poden utilitzar sacs terrers de diferents mides i pesos per fer exercici o entrenament de resistència.[13]